# Nahum Eitingon
Nahum Isaákovich Eitingon o Naum Isaakovič Ejtingon (en ruso: Наум Исаакович Эйтингон), también conocido como Leonid Aleksándrovich Eitingon (en ruso: Леонид Александрович Эйтингон), alias como agente de la NKVD: «Kótov» (6 de diciembre de 1899, Shklov - 3 de mayo de 1981, Moscú) fue un oficial de inteligencia soviético, uno de los principales organizadores del terrorismo de Estado de Iósif Stalin. Durante 1936-1938, en el transcurso de la guerra civil española, fue ayudante de Aleksandr Orlov, el responsable del asesinato del trotskista catalán Andreu Nin. Junto a Pável Sudoplátov preparó la "Operación Utka", el plan para el asesinato de León Trotski.

## Primeros años
Nacido en el seno de una familia judía de origen bielorruso, Eitingon cursó estudios de comercio y en 1917 comenzó a trabajar en una fábrica de cemento en Moguiliov, donde perteneció a la comisión sindical. Entró en el Partido Comunista en 1919 y al año siguiente se enroló en la Checa. En 1921, resultó gravemente herido en una operación contra guerrilleros bielorrusos y, tras su recuperación, fue transferido a Ufá. Entre 1923 y 1925, vivió en Moscú, donde sirvió en el Departamento Oriental de la OGPU que, en 1926, lo destinó a Shanghái como "residente legal" (esto es, como espía bajo la cobertura de una identidad falsa vinculada a la Embajada soviética).

### China
De allí pasó a Pekín y por último estuvo destinado en Harbín, desde donde volvió a la Unión Soviética en 1929. Una operación típica de Eitingon en este periodo fue filtrar a los japoneses un documento falso según el cual una veintena de rusos blancos solicitaban el perdón de la Unión Soviética y pedían permiso para regresar. El gobierno japonés detuvo y ejecutó a los exiliados, convencidos de eliminar así un grupo de potenciales espías soviéticos.

### Turquía
Su siguiente destino fue Estambul, donde operó con el alias de Leonid Aleksándrovich Naúmov bajo la cobertura de agregado de la Embajada soviética y conoció a Georges Agabékov (que daría testimonio del carácter de las actividades de Etingon en Turquía).

### Operaciones Especiales y Estados Unidos
Cuando volvió a Moscú fue nombrado subdirector de la Administración para Operaciones Especiales (encargada de la eliminación de disidentes y oponentes políticos en el extranjero), dirigida por Yákov Serebriansky. En 1933, fue enviado a Estados Unidos como supervisor clandestino de una red de espías compuesta, mayoritariamente, por inmigrantes rusos de origen judío.

## Guerra civil española
En octubre de 1936, Eitingon fue enviado a Barcelona como miembro de la red que el NKVD estableció en España tras iniciarse la Guerra Civil, bajo el mando de Alexander Orlov. En ese momento, Eitingon era uno de los agentes más experimentados en la eliminación física de personas consideradas como enemigas de la URSS, además de un reclutador de primer nivel. 

### El NKVD en España
En respuesta a la petición de ayuda cursada por el gobierno republicano a la Unión Soviética, Moscú nombró el 21 de agosto a Marcel Rosenberg, diplomático de carrera, como embajador en Madrid. En septiembre de 1936, le siguió el NKVD con un equipo escaso de agentes encabezados por Alexander Orlov, repartidos entre Madrid, Barcelona y Valencia. Dicho equipo estaba formado por dos componentes:
Por un lado, un grupo de agentes "legales" que operaban con nombres falsos (bajo cobertura diplomática basada en trabajos ficticios en la embajada soviética) integrado por el Nikolsky/Orlov, Belkin/Belyáev, Syroezhkin/Pancho, Vasilevsky/Grebetsky y el propio Eitingon (con el pseudónimo de Kótov) destinados permanentemente y complementados por otros agentes "temporales" que se quedaban en España entre unos meses y un año.
Por otro, trabajando con los anteriores, tres agentes "ilegales", esto es, que operaban sin cobertura de la legación soviética: María Fortus, el alemán Erich Tacke y Iósif Grigulévich, usados sobre todo en "operaciones especiales" como el secuestro y asesinato de Andreu Nin. Además reclutaron colaboradores sobre el terreno, ya fuese españoles como Luis Lacasa o brigadistas como George Mink.
Aparte, y de manera autónoma, operaban otras ramas de la inteligencia soviética, en particular el GRU (inteligencia militar), cuya misión era ayudar al esfuerzo de guerra mediante asesores, especialistas (pilotos, oficiales navales) y la realización de labores de espionaje contra las tropas franquistas. Para ello contaba con muchos más medios, humanos y materiales, que el NKVD, cuya prioridad era la eliminación del "enemigo interno", entendido este como cualquier muestra de disidencia con respecto a la ortodoxia estalinista, especialmente el trotskismo y los anarquistas, a menudo al margen del aparato estatal republicano.

### Barcelona
Eitingon fue nombrado jefe de la subestación del NKVD en Barcelona, una ciudad de especial interés para los servicios secretos de Stalin por la fuerza que tenía el movimiento anarquista y por la presencia del POUM. Instalado en el Consulado General soviético de la ciudad condal (situado en la Avenida del Tibidabo n.º 15), Eitingon se dedicó, desde diciembre de 1936, a la eliminación de trotskistas, anarquistas y comunistas no estalinistas, tanto españoles como extranjeros. Para ello contaba con subordinados como George Mink, infiltrado entre los brigadistas internacionales o el español Aurelio Fernández, encargado de hacer desaparecer los cadáveres. Entre sus víctimas destacan Georges Agabékov (que había coincidido con Eitingon en Estambul en los años 30 antes de desertar y que fue secuestrado en los Pirineos antes de ser interrogado y ejecutado en Barcelona).
Además, desde 1937, coordinó junto con Orlov un centro especial de adiestramiento conocido como Construction. A diferencia de la escuela guerrillera de Benimanet, gestionada por la Inteligencia Militar soviética (GRU) en coordinación con el gobierno republicano, Construction era un centro clandestino y sus setenta alumnos eran todos extranjeros, en particular alemanes, escandinavos, austriacos, británicos y norteamericanos. Su objetivo no era ayudar al esfuerzo de guerra republicano, sino formar agentes secretos que pudieran ser destinados por el NKVD en terceros países. La escuela fue disuelta tras la deserción de Orlov en 1938 y la mayoría de ellos combatieron en la II Guerra Mundial, infiltrándose desde aviones británicos en territorio nazi.

### Asesinato de Andreu Nin
A partir de febrero de 1937, el NKVD recibió instrucciones con una nueva prioridad: el enemigo principal ya no era Franco, sino los partidos y militantes troskistas en España. En la Unión Soviética se desarrollaba la Gran Purga y Stalin decidió emplear su servicio secreto para eliminar a sus enemigos, reales o imaginados, también en el extranjero. 
Como consecuencia a principios de mayo de 1937, Iósif Grigulévich fue enviado a Barcelona, bajo el control operativo de Eitingon, donde asumió un "papel principal" en el asesinato de militantes troskistas y anarquistas. Fue secundado por otros tres miembros del NKVD, que también operaban como "ilegales": María Fortus, el comunista alemán Erich Tacke y Stanislav Vaupshásov (Stanislovas Vaupšas), responsable de un crematorio clandestino instalado en Barcelona construido para hacer desaparecer los cuerpos de los ejecutados.
El 23 de mayo de 1937, Aleksandr Orlov, jefe del NKVD en España, puso en marcha un plan para incriminar al POUM en una red existente de espionaje franquista en Madrid. Para ello Grigulévich -que escribía español perfectamente- añadió un texto escrito con tinta invisible en el reverso de un mapa de Madrid incautado a la Quinta Columna con el siguiente texto: Al Generalísimo personalmente comunico: En cumplimiento de su orden, fui yo mismo a Barcelona para entrevistarme con el miembro directivo del POUM, "N" (...) me ha prometido enviar nueva gente a Madrid para activar los trabajos del POUM. Con estos refuerzos el POUM llegará a ser un firme y eficaz apoyo (...). Los documentos fueron enviados al Servicio de Contraespionaje de la Comisaría General de Madrid, que informó al ministro del Interior, Julián Zugazagoitia y al director general de Seguridad, el recién nombrado militante comunista coronel Antonio Ortega, que el día 12 de junio libró órdenes de detención contra Nin y la cúpula del POUM.
Para efectuar las detenciones el 14 de junio se trasladaron desde Madrid agentes de la Brigada Especial, a las que se sumó Grigulévich, bajo el nombre de "José Escoy" y con su placa del servicio de seguridad. El día 16 de junio Andrés Nin fue arrestado en Barcelona, a la salida de una reunión del Comité Central del POUM y trasladado a la sede de la Juventud Anarquista Ibérica en el Paseo de Gracia. Acto seguido Nin fue llevado primero a Valencia y luego a Madrid bajo la escolta de los agentes Fernando Valentí, Jacinto Rosell y el propio Grigulévich. En un principio quedó bajo custodia en Atocha, pero unas horas después, a sugerencia de Orlov, fue trasladado a Alcalá de Henares, donde quedó detenido en el chalet perteneciente al diputado Rafael Esparza, asesinado en las sacas de la Modelo en agosto de 1936.
Hasta ese momento, Nin estaba detenido legalmente. Durante los siguientes cinco días fue interrogado por miembros de las fuerzas de seguridad republicanas (no del NKVD) sin que admitiera su implicación en los hechos de los que era acusado. Según Volodarsky, teniendo en cuenta el alto perfil público de Nin es sumamente improbable que fuese torturado, máxime cuando sus custodios, policías regulares, no sabían que iba a ser asesinado.
El 22 de junio, entre las 21:30 y 22:00 un grupo de hombres uniformados, encabezados por un capitán y un teniente (que hablaba español con un fuerte acento extranjero), aparecieron en el chalet exhibiendo documentos falsos firmados por el general Miaja y el coronel Ortega ordenando la entrega del prisionero. El capitán, según los testigos, habló en términos muy cordiales con Nin llamándole camarada; acto seguido los recién llegados redujeron a los guardias y se llevaron a Nin, dejando una cantidad de pruebas que los identificaban fácilmente como agentes franquistas (recibos, fotografías, billetes de la zona sublevada, etc).
De lo que ocurrió a continuación hay un testimonio directo en forma de nota manuscrita del chófer del automóvil, en ruso, en los antiguos archivos del KGB:

"N. desde Alcalá de Henares en dirección de Perales de Tajuña, a medio camino, cien metros desde la carretera, en el campo. BOM, SCHWED; JUZIK, dos españoles". Firmado: Chófer de Pierre, VIKTOR
Expediente personal de SCHWED (ORLOV), No. 32476, p. 164

En el mismo archivo se encuentra el siguiente documento:

"Acerca de los implicados en el caso NIKOLÁI (Nin), los principales participantes son 1- L (borrado) y 2- A (borrado) F (borrado). I (borrado) M (borrado) fue un asistente indirecto. Cuando llevó comida al lugar de detención y le abrieron la puerta, nuestra gente entró en el patio interior (21 líneas borradas) (...) JUZIK (Grigulévich) ha servido como mi interprete en el caso y estaba conmigo en el coche en el que sacamos a Nin"
Expediente personal de SCHWED (ORLOV), No 32476, p. 101, 24 de julio de 1937

SCHWED es Aleksander Orlov; JUZIK, Iósif Grigulévich; BOM, Erich Tacke, mientras que PIERRE es el propio Eitingon. El firmante de la primera nota, el chófer Víktor era Víctor Nezhinsky, antiguo oficial del ejército francés reclutado por el NKVD. La L de la segunda nota es probable que sea por el arquitecto Luis Lacasa, mientras que A. F. podría corresponder a Aurelio Fernández, el agente español que trabajaba para Eitingon en Barcelona.
Lo más seguro es que el encargado de disparar a Nin en ese "campo situado a cien metros de la carretera entre Alcalá de Henares y Perales de Tajuña" fuese el propio Iósif Grigulévich, el agente más experimentado en semejantes tareas.
Tras la deserción de Alexander Orlov en junio de 1938, Eitingon fue nombrado nuevo jefe de la estación del NKVD en España; sin embargo, el equipo original fue desmantelado y algunos de sus miembros ejecutados en Moscú (caso de Syroezhkin). En 1939, con la derrota de la República, Eitingon se instaló en París.

## Asesinato de Trotski
León Trotski, revolucionario soviético, fue expulsado de la URSS por Stalin y se refugió en Coyoacán (México). Fue acogido por Diego Rivera y Frida Kahlo. Stalin. a través de Sudoplátov ordenó a Eitingon la elaboración de un plan para ejecutar a León Trotski (la llamada "Operación Pato"). Eitingon diseñó, como era habitual, un plan principal y otro secundario, mantenido en reserva. 
El primero consistía en el asalto directo a la casa del barrio de Coyacán donde vivía, semirrecluido, Trotski. Para ello, bajo la coordinación de Iósif Grigulévich, se formó un grupo compuesto por antiguos combatientes republicanos y comunistas mexicanos, encabezados por el famoso muralista David Siqueiros. Además consiguió reclutar a uno de los jóvenes norteamericanos que componían la guardia de Trotski, llamado Robert Sheldon Harte, que tenía como misión abrir las puertas del recinto y guiar a los asaltantes por el complejo. El intento de asesinato se realizó el 24 de mayo de 1940 y fracasó ante la obstinada resistencia de los defensores de la casa. Todos los agentes tuvieron que pasar a la clandestinidad y Harte fue ejecutado por Grigulévich para mantener el secreto de su identidad.
Eitingon (que empleaba el nombre en clave de Tom) decidió recurrir entonces al plan secundario: el grupo "Madre", formado por Caridad del Río Hernández y su hijo Ramón Mercader. Ambos eran estalinistas convencidos y Ramón había sido formado por el NKVD en la Unión Soviética como "agente especial". Gracias a ello, y al apoyo por parte de Eitingon, Mercader se fue abriendo paso en el círculo de amigos más cercano a Trotski a través de Silvia Ageloff, trotskista y amiga del propio León Trotski. A instancias de Eitingon, Mercader entabló una relación sentimental con ella para poder acercarse a León Trotski. Lo consiguió haciéndose pasar por periodista: entregaba artículos a Trotski sobre la II Guerra Mundial para que este los corrigiese.
El 20 de agosto de 1940, Ramón Mercader acabó con la vida de Trotski atacándolo con un piolet por la espalda (en el cráneo), mientras éste leía uno de sus artículos. 
Eitingon y Caridad Mercader esperaban en un coche la salida de Ramón Mercader de la residencia de Trotski. Ramón fue reducido por los guardaespaldas de Trotski, quienes, al oír el grito de la víctima, acudieron en su auxilio. Eitingon y Caridad, al ver que Ramón Mercader no regresaba, huyeron del país. Mercader pasaría veinte años en una prisión mexicana. 
Stalin recompensó a Eitingon y Caridad Mercader con la Orden de Lenin; a Sudoplátov y Grigulévich con la Orden de la Bandera Roja mientras que Ramón Mercader fue nombrado Héroe de la Unión Soviética.

## Segunda Guerra Mundial y posguerra
En julio de 1941 Lavrenti Beria lo nombró jefe adjunto del IV Departamento del NKVD, encargado de realizar acciones de infiltración, sabotaje y demolición tras las líneas enemigas. Durante el conflicto, además de operar en las zonas de Ucrania y Bielorrusia ocupadas por los nazis, realizó misiones en Turquía. En 1945, fue nombrado Director Adjunto del Departamento "C" del NKVD, con la misión de obtener datos de inteligencia que permitiesen la construcción de un arma nuclear soviética. 
Tras el conflicto se dedicó a combatir las guerrillas independentistas lituanas, bielorrusas y ucranianas, organizando el asesinato de dos importantes líderes independentistas ucranianos: Teodor Romzha y Aleksandr Shumski. 
En octubre de 1951, debido a su procedencia judía, cayo víctima del llamado "Complot de los Médicos" y fue encarcelado hasta la muerte de Stalin en 1953, cuando recobró su libertad y fue nombrado jefe del IX Directorio del Ministerio del Interior de la URSS.

## Caída en desgracia, prisión y muerte
La caída y ejecución de Beria en diciembre de 1953 desencadenó una operación de limpieza durante la cual gran parte de los miembros de la "vieja guardia" del NKVD que habían trabajado bajo Stalin fueron acusados de traición. Eitingon fue detenido y condenado a 12 años de prisión, que cumplió íntegramente. Pasó los últimos años de su vida trabajando como editor de la editorial Relaciones Internacionales de Moscú, despojado de sus condecoraciones y su grado militar.
Nahum Eitingon murió en una clínica de Moscú en 1981 y fue enterrado en el cementerio Donskoy. En 1992 un tribunal ruso, en medio de una gran polémica, lo rehabilitó póstumamente. 